# Généroux
Pour les articles homonymes, voir Saint-Généroux.
Généroux (en latin Generosus) est un moine poitevin du VIe siècle, abbé de l'abbaye Saint-Jouin de Marnes. Il est vénéré comme saint par l'Église catholique.

## Biographie
On n'a pas beaucoup d'information sur sa vie. On sait qu'il était d'origine romaine (ce qui, surtout au VIe siècle, n'est pas très clair - veut-on dire par là qu'il était originaire d'Italie ?), et qu'il est venu se retirer dans le Poitou comme moine à l'abbaye Saint-Jouin de Marnes. Il en devient plus tard abbé.
Le futur saint Paterne d'Avranches était un moine de l'abbaye sous le commandement de Généroux. Un jour, il part sans en avertir l'abbé afin de vivre en ermite dans la forêt en se soumettant à un ascétisme extrême. Généroux part à sa recherche, lui donne sa bénédiction mais le convainc d'adoucir quelque peu la règle qu'il comptait s'imposer. Paterne s'installera finalement dans la forêt de Scissy, près de Coutances, avec un compagnon.
Après sa mort, le monastère crée un prieuré qui lui est dédié, peut-être autour de son tombeau. aujourd'hui devenu l'église Saint-Généroux dans la commune du même nom. L'église est l'une des plus anciennes du Poitou puisqu'elle date du Xe siècle. L'église fut remaniée au XIIe siècle et a été largement restaurée au XIXe siècle (reconstruction du mur-clocher en 1892-1893).
Il était fêté localement le 16 juillet. Aujourd'hui il est fêté dans le diocèse de Poitiers conjointement avec les autres saints moines et ermites du Poitou le 13 novembre.